# پارک شبه‌ملی تسوگارو
پارک شبه‌ملی تسوگارو (به لاتین: Tsugaru Quasi-National Park) یک منطقهٔ مسکونی در ژاپن است که در Honshū, Japan واقع شده‌است.